# Une confession
 (juillet 2016).
- Si vous ne connaissez pas le sujet, laissez ce bandeau (vous pouvez alors contacter les auteurs).
- Si vous supprimez le contenu mis en cause (vous pouvez préalablement contacter les auteurs),

argumentez précisément cette suppression dans la page de discussion
(un manque de référence n'est pas un argument ; une recherche réelle de référence doit avoir été effectuée, être formellement documentée).
Pour les articles homonymes, voir Confession (homonymie).
Une confession (en russe Исповедь) est un roman de Maxime Gorki publié en 1908.

## Résumé

### Enfance
Matveï (le narrateur) est un enfant abandonné. Il est recueilli par un jardinier, Danila. Celui-ci ne peut pas le nourrir correctement. Et à quatre ans, c'est un homme chantre et oiseleur, Larion, qui prend en charge Matveï. Larion est un homme profondément croyant, mais assez critique envers certaines superstitions et envers des hommes d'église, notamment le pope du village. Larion est assez solitaire ; comme il est original, les villageois le méprisent souvent. Il a tout de même un ami fidèle, Saviolka Migoun, un homme un peu voleur. Larion communique un peu sa vision de Dieu à Matveï. Il croit au libre arbitre de l'Homme et ne croit pas au diable ; il dit aux villageois qui le traitent d'hérétique : "En vérité, le bien est humain, car il vient de Dieu, quant à votre mal, il n'est pas diabolique, mais bestial !" Matveï devient quelque peu asocial. S'entendant mal avec ses camarades, il quitte l'école quand il a treize ans. Larion meurt noyé peu après.

### L'influence néfaste de Titov
Matveï a un nouveau père adoptif, Titov. Ce dernier est marié et a une fille, Olga, que Matveï trouve très gentille. Mais Titov est très malhonnête. Il demande à Matveï de prier pour lui et sa famille. Matveï est très pieux, lit beaucoup les vies des saints. Il prie beaucoup, mais ne trouve pas Titov sympathique et ne prie pas pour lui très sincèrement. Matveï s'interroge quant à sa croyance, se demande comment il peut y avoir un Dieu tout puissant et tant d'injustice, s'il n'existe pas de diable. Migoun qui déteste Titov commence à railler beaucoup Matveï. Matveï décèle les actes malhonnêtes de Titov. Comme il est amoureux d'Olga, il demande sa main à Titov. Pour obtenir sa main et éviter le service militaire, Titov demande qu'il collabore à son commerce malhonnête. Matveï s'y résout. Il peut ainsi se faire construire une maison. Mais celle-ci est réduite en cendres par les villageois mécontents contre lui et Titov. Matveï poursuit ses actes malhonnêtes, exploitant le travail des villageois. Il peut ainsi reconstruire une maison. Et Olga et lui décident de se marier.
Le mariage a lieu. Matveï cherche à ne plus commettre de péché. Il reçoit la réprobation de son beau-père du coup. Les rapports avec Titov s'enveniment à nouveau, celui-ci voulant que Matveï continue à faire des profits importants sans scrupules. Matveï fait de la chasse aux oiseaux. Olga préférerait qu'il s'adonne à une autre activité. Le couple a un fils. Un deuxième enfant ensuite est attendu, mais Olga meurt avec son enfant mort-né. Il pense à se suicider, mais y renonce. Et le premier enfant de Matveï et Olga, Sacha, meurt peu après, en avalant par mégarde de la mort-aux-rats. Il laisse sa maison à son beau-père pour aller en ville.

### Vie monastique décevante et errance
Matveï s'interroge sur la religion. Après avoir consulté le pope du village, il discute avec l'archiprêtre  en ville : aucun des deux ne le convainc. Matveï doute, non de l'existence de Dieu, mais plutôt de sa miséricorde ("la beauté de Dieu ne s'accorde pas avec la vie pauvre et terne des hommes [...] Pourquoi à la place d'un ami et d'un secours, ne mettez-vous qu'un juge au-dessus des hommes ?", p. 66-73) ; ces deux hommes d'église sont offusqués devant un tel doute. Matveï est sceptique à l'idée de l'histoire de Job, mis à l'épreuve par Dieu. Il ne croit pas que Dieu puisse, en étant bon, infliger tant de souffrances aux humains. Une prostituée, Tatiana, sympathise avec lui, et le console quelque peu de son chagrin. Sur son conseil, il va voir une vieille religieuse, par laquelle il n'est pas non plus persuadé sur le plan religieux, celle-ci croyant à la bonté indéfectible de Dieu.
Matveï choisit d'entrer dans un monastère. Il doit se consacrer avec ardeur à son travail (de trois heures à vingt-deux heures). S'il sympathise avec quelques moines, il fait vite face à un homme détestable, le frère Mikha. Matveï est sous l'autorité de celui-ci. Mikha parle beaucoup du péché de la chair ; il méprise les femmes qui sont d'après lui à l'origine du péché originel. Matveï conteste ces idées, vexé du fait de son idée des femmes (lié à son amour d'Olga et à sa sympathie pour Tatiana). Matveï rencontre par la suite Gricha, qui s'est fait moine après le suicide de sa sœur, celle-ci ayant refusé un mariage arrangé par le père avec un homme riche. Mais Gricha ainsi que Séraphin, un moine plutôt heureux de vivre et drôle, quittent le monastère. Matveï reste au monastère, mais il n'idéalise pas les moines : il ne leur trouve pas plus de mérite qu'aux autres hommes. Il exècre toujours Mikha. Il a, en revanche, beaucoup de pitié pour Mardarie, un ascète du monastère qui vit dans une pièce souterraine en ne se nourrissant quasiment pas. Mardarie essaie de transmettre à Matveï sa foi ; il croit que tous les aléas de la vie sont dus à Dieu, qu'on doit donc les accepter sans rechigner et les considérer comme bons et justes. Il meurt de maladie peu après avoir rencontré Matveï.
La relation entre Matveï et Mikha est encore plus tendue par la suite. Matveï surprend Mikha en train de se masturber (la masturbation est considérée comme condamnable ; on parle du péché d'Onan). Matveï ne le dénonce pas, mais Mikha cherche alors à ne plus travailler avec Matveï qui est affecté au travail d'essouchement. Ce travail est considéré comme une punition. Mais le supérieur, voulant par la suite ne pas être trop sévère, donne à Matveï le choix entre le travail de bureau et la poursuite du travail en forêt en tant que frère lai (le frère lai est un religieux qui assure des services matériels au monastère) sous la houlette du père Antoine. Matveï opte pour le travail d'essouchement, malgré le fait que ce soit le plus fatigant des deux, du fait de son affinité avec le père Antoine. Mikha en vient à se battre avec Matveï, car il lui en veut de l'avoir surpris se masturbant. Mikha quitte ensuite le monastère. Antoine dispose d'un grand logement, avec notamment une bibliothèque contenant des livres profanes (dont certains avec des histoires licencieuses, illustré par des images d'hommes et de femmes nus). Bien que moine, il a une maîtresse : il ne respecte donc pas les règles monastiques. Antoine paraît noble, et Matveï en vient à se demander s'il ne serait pas son père ; Antoine lui répond par la négative. Antoine fait lire à Matveï un ouvrage grivois. Quelques propos du père Antoine déplaisent à Matveï ; Antoine, notamment, pense que la femme est un être néfaste, sans lequel l'homme aurait peut-être atteint l'immortalité. Lors d'une discussion, Antoine affirme qu'on ne peut être sûr de l'existence de Dieu, ce qui suscite de nouvelles interrogations chez Matveï.
Après s'être disputé avec Antoine au sujet de sa maîtresse (Antoine, un soir soûl, a voulu que sa maîtresse se déshabille devant Matveï), Matveï quitte le monastère et part en pèlerinage. Il rencontre sur son chemin à Beloozero (où il y a un monastère fondé par saint Cyrille) un homme qui lave les pieds des pèlerins. Cet homme, qui semble d'un milieu aisé, essaie de plus de guérir les malades. Mais il ne mène pas une vie ascétique, semble-t-il. Matveï remarque que des hommes cherchent à apparaître comme des pèlerins croyants et ascètes, préconisant la pauvreté pour l'Église, mais en vérité vivent dans le luxe ; Matveï juge ces quelques pèlerins hypocrites, incohérents, les traite de Pharisiens (le pharisianisme étant un courant juif mal perçu par Jésus). Un vieil homme fait réfléchir Matveï sur la mort ; il instille en lui comme en beaucoup d'hommes la peur de la mort, en disant que la date de la mort est incertaine et qu'elle peut être précédée d'une longue agonie. Matveï est déçu par la crédulité et par l'égoïsme néfaste de certaines personnes. Il pense : "Ce n'est pas Dieu que l'homme cherche, mais l'oubli de son affliction" [p. 141].  
Matveï rencontre ensuite, dans un couvent, Christine. Celle-ci est alors enfermée dans le couvent. Après une dispute, elle lui explique en pleurant qu'elle a perdu son premier enfant et qu'elle en veut un deuxième. Elle l'implore de lui faire un enfant. Il accepte, mais refuse d'accéder à la demande de Christine qui voudrait qu'une amie, Julie, puisse aussi avoir un enfant de lui. Matveï est attristé par le sort des femmes, constatant qu'elles sont souvent maltraitées par les hommes. Christine et lui entretiennent une correspondance par la suite. Elle quitte le couvent, prénomme son fils Matveï et se marie avec un libraire. Matveï est attristé aussi par le statut des ouvriers, observant qu'ils obéissent à des patrons cupides.

### La rencontre déterminante avec Jéhudiel
Matveï croise, sur le chemin de Perm à Verkhotourié, un vieux pèlerin anciennement pope (qui a dû quitter son poste du fait de ses opinions). Cet homme se fait appeler Jéhudiel ; son vrai nom est Jonas. Matveï tisse avec Jéhudiel (qui ressemble à Saviolka, selon Matveï) une relation amicale. Jéhudiel fait preuve d'une croyance assez optimiste, essayant d'écarter par la transmission de la foi la peur que ressent Matveï face à la vie. Jéhudiel développe un christianisme non conventionnel. Au cours d'une discussion, Jéhudiel lui dit : "Et ce n'est pas en dehors de nous qu'Il [Dieu] vit, mais en nous ! [...] les hommes se divisent en deux tribus : les uns sont d'éternels constructeurs de Dieu, les autres sont à jamais les constructeurs de leur tendance servile à dominer les premiers et à dominer la terre entière. [...] Le constructeur de Dieu, c'est le bon petit peuple" (p. 163-164). Matveï, au début, doute de la bonté des idées de Jéhudiel, se demande même si elles n'ont pas un caractère diabolique. Jéhudiel se fâche, parce que Matveï exprime un franc mépris pour le "bon petit peuple" et ne pense pas qu'il puisse être le "constructeur de Dieu". Jéhudiel, dans son emportement, traite Matveï de champi et de profiteur, ce qui heurte Matveï. En même temps, Matveï comprend que la colère de Jéhudiel est due à ses convictions, et il lui voue un peu plus d'admiration. Un peu calmé, Jéhudiel, les larmes aux yeux, explique ses idées, montrant le peuple des travailleurs, des bâtisseurs, souvent asservi par les puissants. Puis ils passent trois jours à marcher et à discuter ensemble. Jéhudiel croit en un Christ enfant du peuple et égalitaire. 

### Découverte du peuple "constructeur de Dieu"
Arrivé au monastère de Verkhotourié, leurs chemins se séparent. Et Jéhudiel conseille à Matveï d'aller voir des ouvriers dans une usine à Issetsk. Matveï décide de s'y rendre et rencontre Piotr qui est serrurier et son neveu, Mikhaïla, instituteur. Il prend son repas avec eux. Mikhaïla pense que la tristesse de Matveï est due à son caractère solitaire, à son mépris du peuple, à son égoïsme. Matveï est ému, touché, mais encore un peu perplexe. Il est tout de même déjà proche d'être convaincu ; il sympathise avec Piotr qui lui offre l'hospitalité. Matveï comprend l'importance de l'éducation en voyant avec Mikhaïla les jeunes enfants d'ouvriers condamnés à une vie morne. Piotr est déçu par l’Église et réticent face aux idées religieuses de Mikhaïla. Piotr et Mikhaïla, ainsi que ceux qui les entourent, cherchent à changer le rapport de force avec le patronat. Matveï ressent de la solidarité envers les ouvriers, avec lesquels d'ailleurs il se met à travailler. 
Matveï est incité par Piotr et Mikhaïla à partir. Le pope ayant dénoncé les agissements ouvriers, notamment les discours de Matveï, ce dernier fuit, craignant l'arrivée de la police. Il est accompagné d'Ivan et de Kostia qu'il quitte rapidement. Dans un village, il commence à discourir contre l'injustice devant les villageois. Un gendarme le remarque. Des hommes aident alors Matveï à fuir, notamment un déporté politique. 
Le livre s'achève avec un miracle ; une jeune fille paralysée depuis quatre ans des bras et des jambes se fait encourager par la foule et réussit à marcher. Matveï reconnaît alors, dans sa prière, le peuple comme le véritable dieu. 

## Critiques de l’œuvre
Une confession a été publiée en 1908. Gorki était un sympathisant des socialistes révolutionnaires. Quant à cette œuvre, Gorki disait qu'elle était la plus mûre et la plus précieuse du point de vue social. Ce livre s'inscrit dans l'idéologie marxiste dite de la construction de Dieu.
Certains membres du parti bolchevique, notamment Lénine, lui adressèrent une critique acerbe du fait de ce livre. Plekhanov, socialiste révolutionnaire, disait que Gorki et Lounatcharski, politicien bolchevik, "reconnaissent d'abord que Dieu est une fiction, mais en arrivent à diviniser l'humanité".  En effet, dans ce livre, Gorki parle de spiritualité chrétienne et montre sous un jour sympathique certains croyants, alors que les bolcheviks étaient pour beaucoup totalement hostiles à la religion. Lénine, dans une lettre à Gorki en 1913, lui écrit : "Tout flirt avec Dieu, même avec un bon petit Dieu, est une abomination inexprimable". La confession a été censurée en URSS jusqu'en 1988.